# مذبحة بلد الشيخ
مذبحة بلد الشيخ هي مذبحة قامت العصابة الصهيونية الهاغاناه بتنفيذها بتاريخ 31 ديسمبر عام 1947 بمهاجمة بلد الشيخ (والتي يطلق عليها اليوم اسم «تل حنان») ولاحقت المواطنين العُزل، وقد أدت المذبحة إلى مصرع العديد من النساء والأطفال وكانت حصيلة المذبحة نحو 60 قتيل، وجدت جثث غالبيتهم داخل منازل القرية.

## سبب المذبحة
في أواخر شهر كانون الأول سنة 1947 ثار العمال العرب في شركة مصفاة بترول حيفا على اليهود العاملين في الشركة نفسها بعد أن انفجرت قنبلة خارج بناء المصفاة وقتلت وجرحت عدداً من العمال العرب القادمين إلى المصفاة. وقد هاجم العرب اليهود داخل المصفاة بالمعاول والفؤوس وقضبان الحديد وقتلوا وجرحوا منهم نحو 41 شخصًا فيما سُمي «بمذبحة مصفى حيفا».
كان قسم كبير من العمال العرب في المصفاة يقطنون قريتي بلد الشيخ وحواسة الواقعتين إلى الجنوب الشرقي من حيفا بمسافة خمسة كيلومترات على طريق حيفا – الناصرة والمجاورتين لمستعمرة “نيشر” اليهودية شرقيهما. لذلك خطط اليهود للانتقام لقتلاهم في المصفاة بمهاجمة بلد الشيخ وحوّاسة.

## سير المذبحة
نفذ اليهود بعد حوالي أسبوع من حادثة المصفاة خطة للانتقام لقتلاهم في المصفاة ولإشاعة الذعر وبث الخوف بين العرب من أجل تهجيرهم من قراهم وإخلاء فلسطين. وقد بدأ هجومهم بعيد منتصف الليل وفي بدايات اليوم الأول من كانون الثاني سنة 1948. وكان عدد المهاجرين بين 150 و 200 يهودي قدموا من التلال الواقعة جنوبي بلد الشيخ، وقد ركزوا هجومهم على أطراف بلد الشيخ وحوّاسة. ولم يكن لدى العرب آنذاك السلاح الكافي. ولم يتعد الأمر وجود حراسات محلية بسيطة في الشوارع.
فاجأ اليهود البيوت النائية في الأطراف وقذفوها بالقنابل اليدوية ودخلوا على السكان النائمين وهم يطلقون نيران رشاشاتهم. وقد استمر الهجوم ساعة انسحب إثرها اليهود في الساعة الثانية صباحاً بعد أن هاجموا حوالي عشرة بيوت، وراح ضحية ذلك الهجوم نحو 30 فرداً بين قتيل وجريح معظمهم من النساء والأطفال.
ترك اليهود المهاجمون خلفهم عدداً من الرشاشات والقنابل والذخائر، وشوهدت بقع دماء دلت على تصدي الحرس المحلي لهم بما كان يحمل من سلاح متواضع.

## روابط خارجية
- الموسوعة الفلسطينية